# Mausberg
Johnny Burns (1979 - 4 de julho de 2000), mais conhecido pelo seu nome artístico Mausberg, foi um rapper estadunidense, nascido em Compton, Califórnia.
Iniciou sua carreira em meados da década de 1990 e fez parceria com DJ Quik, participando do single "Down, Down, Down" do álbum Rhythm-al-ism, de 1998. Gravou uma coletânea com vários artistas da costa oeste no chamado The Konnectid Project. Também participou do álbum No Limit Top Dogg, de Snoop Dogg.
Em 4 de julho de 2000, Mausberg foi assaltado e assassinado dentro da sua própria residência. Em 17 de outubro do mesmo ano foi lançado Non Fiction, pela gravadora Shepherd Lane Music.

## Discografia
- Non Fiction (2000, póstumo)